# 寺尾站
寺尾站（日语：／ Terao eki */?）是位於新潟縣新潟市西區寺尾上二丁目1番1號，東日本旅客鐵道（JR東日本）的越後線車站。

## 歷史
- 1914年（大正3年）10月20日：越後鐵道關屋至內野之間新設此站（當時為停留場）[2]。
- 1918年（大正7年）3月25日：從停留場升級為停車場（車站）[1]。
- 1927年（昭和2年）10月1日：越後鉄道被國有化，柏崎至白山之間全線隸屬國鐵越後線（後來白山至新潟也編入至越後線）。
- 1960年（昭和35年）3月15日：終止貨物起卸業務。
- 1986年（昭和61年）：跨站式站房建成，新設北出口。
- 1987年（昭和62年）4月1日：伴隨國鐵分割民營化，車站由東日本旅客鐵道（JR東日本）營運。
- 1998年（平成10年）8月4日：發生1998年新潟暴雨（日语：平成10年8月新潟豪雨）（8.4水災），使此站至小針站之間部分鐵路路基沖毀。在改復期間，列車行走該區間時需要慢駛。
- 2005年（平成17年）1月20日：引入自動閘機。
- 2006年（平成18年）1月21日：此站可使用IC卡「Suica」（新潟都市圈範圍）。
- 2007年（平成19年）12月：車站月台與南出口加設升降機。

在車站西邊（新潟大學前一方）設有新潟縣道44號新潟燕線。該縣道與此鐵路線的交界設有平交道，該平交道名為「農園平交道」。平交道的名稱取自新潟遊園（現時為寺尾中央公園）的前身為農園。

## 車站構造
車站是一座地面車站（跨站式站房），設有1面2線的島式月台。
此站是由新潟站管理的業務委託車站，委托了JR新潟Business負責車站業務。閘口處設有3座自動閘機，所有閘機可支援Suica等IC卡。而閘口附近設有有人檢票口暨綠色窗口（營業時間為 7:00 - 19:30，中間設有休息時間）、2台自動售票機和長椅（閘內）。在月台上設有廁所、自動販賣機（在2014年12月的雷暴後至今暫停使用）。此站設有無障礙設施，包括在閘內大堂和月台之間設有1座升降機。
閘外行人通道（寺尾站南北行人通道）是由新潟市西區建設課管理。車站大樓與行人通道位於2樓。該處也有無障礙設施，包括在南出口一方設有1座升降機。由於車站位於沙丘地，斜面向南伸延。因此南出口與北出口之間設有高度差。在行人通道中，北出口設有數級樓梯和斜道，北出口幾乎位於平面上。在南出口由於落差較大，因此設有升降機。在閘外沒有廁所。
曾經在車站月台東邊設有行人專用平交道。原本是一條在北出口旁寺尾神社的參道，平交道的路面沒有渡板和警報機，為一座簡單的平交道。自從跨站式站房啟用後仍然存在。後來，JR東日本新潟分社與新潟市決定於2014年（平成26年）夏天關閉平交道，並撤走警報機，於路線南北兩邊加設圍欄。

### 月台
| 月台 | 路線    | 上下行 | 方向           |
| ---- | ------- | ------ | -------------- |
| 1、2 | ■越後線 | 上行   | 內野、吉田方向 |
| 1、2 | ■越後線 | 下行   | 新潟方向       |

- 在日間，大部分列車會在此站交會。

## 使用狀況
根據「JR東日本」的資料，在2019年度（令和元年度）1日平均乘車人次為2,090人。
以下為近年乘車人次變化列表：
| 乘車人次變化       | 乘車人次變化     | 乘車人次變化    |
| 年度               | 1日平均 乘車人次 | 參考資料        |
| ------------------ | ---------------- | --------------- |
| 2000年（平成12年） | 2,552            | [ 利用客数 2 ]  |
| 2001年（平成13年） | 2,521            | [ 利用客数 3 ]  |
| 2002年（平成14年） | 2,430            | [ 利用客数 4 ]  |
| 2003年（平成15年） | 2,396            | [ 利用客数 5 ]  |
| 2004年（平成16年） | 2,298            | [ 利用客数 6 ]  |
| 2005年（平成17年） | 2,315            | [ 利用客数 7 ]  |
| 2006年（平成18年） | 2,250            | [ 利用客数 8 ]  |
| 2007年（平成19年） | 2,221            | [ 利用客数 9 ]  |
| 2008年（平成20年） | 2,123            | [ 利用客数 10 ] |
| 2009年（平成21年） | 2,123            | [ 利用客数 11 ] |
| 2010年（平成22年） | 2,169            | [ 利用客数 12 ] |
| 2011年（平成23年） | 2,146            | [ 利用客数 13 ] |
| 2012年（平成24年） | 2,171            | [ 利用客数 14 ] |
| 2013年（平成25年） | 2,227            | [ 利用客数 15 ] |
| 2014年（平成26年） | 2,125            | [ 利用客数 16 ] |
| 2015年（平成27年） | 2,187            | [ 利用客数 17 ] |
| 2016年（平成28年） | 2,171            | [ 利用客数 18 ] |
| 2017年（平成29年） | 2,088            | [ 利用客数 19 ] |
| 2018年（平成30年） | 2,096            | [ 利用客数 20 ] |
| 2019年（令和元年） | 2,090            | [ 利用客数 1 ]  |

## 車站周邊

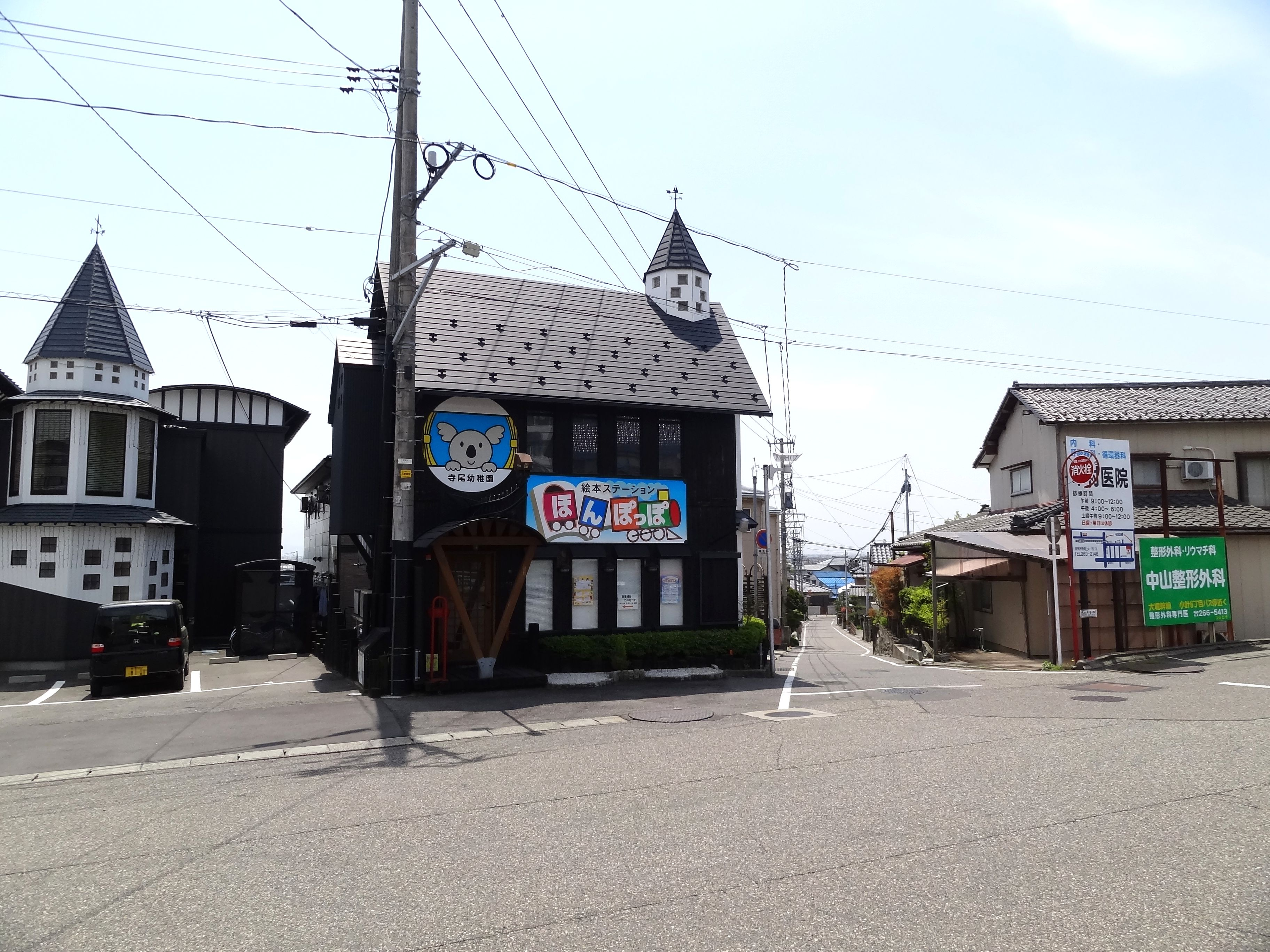
寺尾站前（南出口）

車站周邊為住宅區。

### 北出口
- 寺尾中央公園
- 新潟工業短期大學
- 新潟市立五十嵐中學（日语：新潟市立五十嵐中学校）
- 新潟市立五十嵐小學（日语：新潟市立五十嵐小学校）
- Hisei家居中心 總部、寺尾台店
- 新潟市道曾和交匯信濃町線1號（日语：新潟市道曽和インター信濃町線）（西大通）

### 南出口
- 新潟市 西區公所[1]
- 新潟市立坂井輪圖書館（日语：新潟市立図書館）[1]
- 新潟市立坂井輪中學（日语：新潟市立坂井輪中学校）
- 第四銀行（日语：第四銀行） 寺尾分店
- 蔦屋書店 Belparle寺尾店

## 巴士路線
在車站西邊，縣道44號平交道附近設有西區區巴士坂井輪路線（Q巴士）的巴士站。此外，也有與越後線並行的新潟交通「W2 西小針線」和「W3 寺尾線」巴士站。新潟交通的巴士站位於北和南邊的幹線道路上。

## 相鄰車站
東日本旅客鐵道（JR東日本）
■越後線
新潟大學前－寺尾－小針

## 注腳

### 使用狀況
1. 1 2  . 東日本旅客鉄道.   [2020-07-18]. （原始内容存档于2020-07-10） （日语）.
2. ↑  . 東日本旅客鉄道.   [2019-04-07]. （原始内容存档于2019-03-28） （日语）.
3. ↑  . 東日本旅客鉄道.   [2019-04-07]. （原始内容存档于2019-03-28） （日语）.
4. ↑  . 東日本旅客鉄道.   [2019-04-07]. （原始内容存档于2019-03-28） （日语）.
5. ↑  . 東日本旅客鉄道.   [2019-04-07]. （原始内容存档于2019-03-28） （日语）.
6. ↑  . 東日本旅客鉄道.   [2019-04-07]. （原始内容存档于2019-03-28） （日语）.
7. ↑  . 東日本旅客鉄道.   [2019-04-07]. （原始内容存档于2019-03-28） （日语）.
8. ↑  . 東日本旅客鉄道.   [2019-04-07]. （原始内容存档于2019-03-28） （日语）.
9. ↑  . 東日本旅客鉄道.   [2019-04-07]. （原始内容存档于2019-03-28） （日语）.
10. ↑  . 東日本旅客鉄道.   [2019-04-07]. （原始内容存档于2019-03-28） （日语）.
11. ↑  . 東日本旅客鉄道.   [2019-04-07]. （原始内容存档于2019-03-28） （日语）.
12. ↑  . 東日本旅客鉄道.   [2019-04-07]. （原始内容存档于2019-03-28） （日语）.
13. ↑  . 東日本旅客鉄道.   [2019-04-07]. （原始内容存档于2019-03-28） （日语）.
14. ↑  . 東日本旅客鉄道.   [2019-04-07]. （原始内容存档于2019-03-22） （日语）.
15. ↑  . 東日本旅客鉄道.   [2019-04-07]. （原始内容存档于2016-03-04） （日语）.
16. ↑  . 東日本旅客鉄道.   [2019-04-07]. （原始内容存档于2019-03-22） （日语）.
17. ↑  . 東日本旅客鉄道.   [2019-04-07]. （原始内容存档于2019-03-22） （日语）.
18. ↑  . 東日本旅客鉄道.   [2019-04-07]. （原始内容存档于2019-03-22） （日语）.
19. ↑  . 東日本旅客鉄道.   [2019-04-07]. （原始内容存档于2019-03-22） （日语）.
20. ↑  . 東日本旅客鉄道.   [2019-07-23]. （原始内容存档于2019-07-05） （日语）.

## 外部連結
- 車站資訊（寺尾）：東日本旅客鐵道（日語）